# Amphibole Peak
Der Amphibole Peak ist ein Berggipfel in der antarktischen Ross Dependency und mit 1660 m die höchste Erhebung der Gabbro Hills. Er ragt im Königin-Maud-Gebirge 6,5 km nördlich des Mount Llano auf.
Die Südgruppe der New Zealand Geological Survey Antarctic Expedition (1963–1964) benannte ihn so, da hier Mineralien aus der Amphibolgruppe zu finden sind.